# Isomyia viridaurea
Isomyia viridaurea är en tvåvingeart som först beskrevs av Christian Rudolph Wilhelm Wiedemann 1819.  Isomyia viridaurea ingår i släktet Isomyia och familjen Rhiniidae. Inga underarter finns listade i Catalogue of Life.